# جزيرة باتانتا
جزيرة باتانتا هي إحدى الجزر الرئيسية الأربعة في جزر راجا أمبات في مقاطعة بابوا الغربية في إندونيسيا. مساحتها 453 كم² وأعلى نقطة فيها تبلغ 1184 متراً فوق مستوى سطح البحر.

## التنوع البيئي
تتوفر في الجزيرة الثدييات التالية:
- الخنزير البري (Sus scrofa)
- الجرذ الأسود (Rattus rattus)
- Myoictis wallacei
- Echymipera kalubu
- Phalanger orientalis
- Spilocuscus maculatus
- Paramelomys platyops
- Dobsonia beauforti
- Dobsonia magna
- Macroglossus minimus
- Nyctimene albiventer
- Pteropus conspicillatus
- Rousettus amplexicaudatus
- Syconycteris australis
- Emballonura nigrescens
- Hipposideros cervinus
- Hipposideros diadema
- Hipposideros maggietaylorae
- Rhinolophus euryotis
- Miniopterus australis
- Myotis adversus
- Pipistrellus papuanus